# زیرساخت باز برکلی برای رایانش تحت شبکه
زیرساخت باز برکلی برای رایانش تحت شبکه (به انگلیسی: Berkeley Open Infrastructure for Network Computing) که به اختصار BOINC نامیده می‌شود، یک سامانهٔ میان‌افزار برنامه‌های توزیع‌شده متن‌باز برای رایانش داوطلبانه و رایانش مشبک (به انگلیسی: Grid computing) است که توسط دانشگاه کالیفرنیا، برکلی ساخته و توسعه داده می‌شود. این برنامه در اصل برای پشتیبانی از پروژهٔ SETI@home ساخته شده بود ولی به یک سکوی (پلتفرم) کارآمد برای دیگر برنامه‌های رایانش توزیع‌شده در زمینه‌های مختلف مانند ریاضیات، پزشکی، زیست‌شناسی مولکولی، آب و هواشناسی، علوم زیست‌محیطی و فیزیک نجومی تبدیل شد. هدف BOINC این است که بستری را برای پژوهش‌گران به وجود آورد که بتوانند از قدرت پردازشی رایانه‌ها در سراسر دنیا استفاده کنند.
BOINC توسط یک گروه مستقر در آزمایشگاه علوم فضایی در دانشگاه کالیفرنیا، برکلی به رهبری داوید پوپ اندرسون که پروژهٔ SETI@home را هم رهبری می‌کند توسعه داده شده است.

## پروژه‌های BOINC
در حال حاضر نزدیک ۷۰ پروژه با پروانه‌های نرم‌افزاری گوناگون از BOINC استفاده می‌کنند.